# Счастливое (Николаевская область)
Счастливое (укр. Щасливе, до 2016 г. — Чапаевка) — село в Березанском районе Николаевской области Украины.
Население по переписи 2001 года составляло 1067 человек. Почтовый индекс — 57441. Телефонный код — 5153. Занимает площадь 0,961 км².

## Местный совет
57441, Николаевская обл., Березанский р-н, с. Счастливое, ул. Парковая, 13